# Гурреа-и-Арагон, Мартин де
Мартин де Гурреа-и-Арагон (исп. Martín de Gurrea y Aragón; 17 мая 1525 или 1526, Педрола — 25 апреля 1581, Педрола) — испанский аристократ, коллекционер и меценат, граф де Рибагорса (1550—1565, 1573—1581), 4-й герцог де Вильяэрмоса (1558—1581).
Единственный сын Альфонсо Фелипе де Арагона (1487—1550), графа де Рибагорса (1512—1550) и герцога де Луна (1528—1550), от которого он унаследовал свои поместья, и его третьей жены Анны де Сармьенто-Уллоа.

## Предки

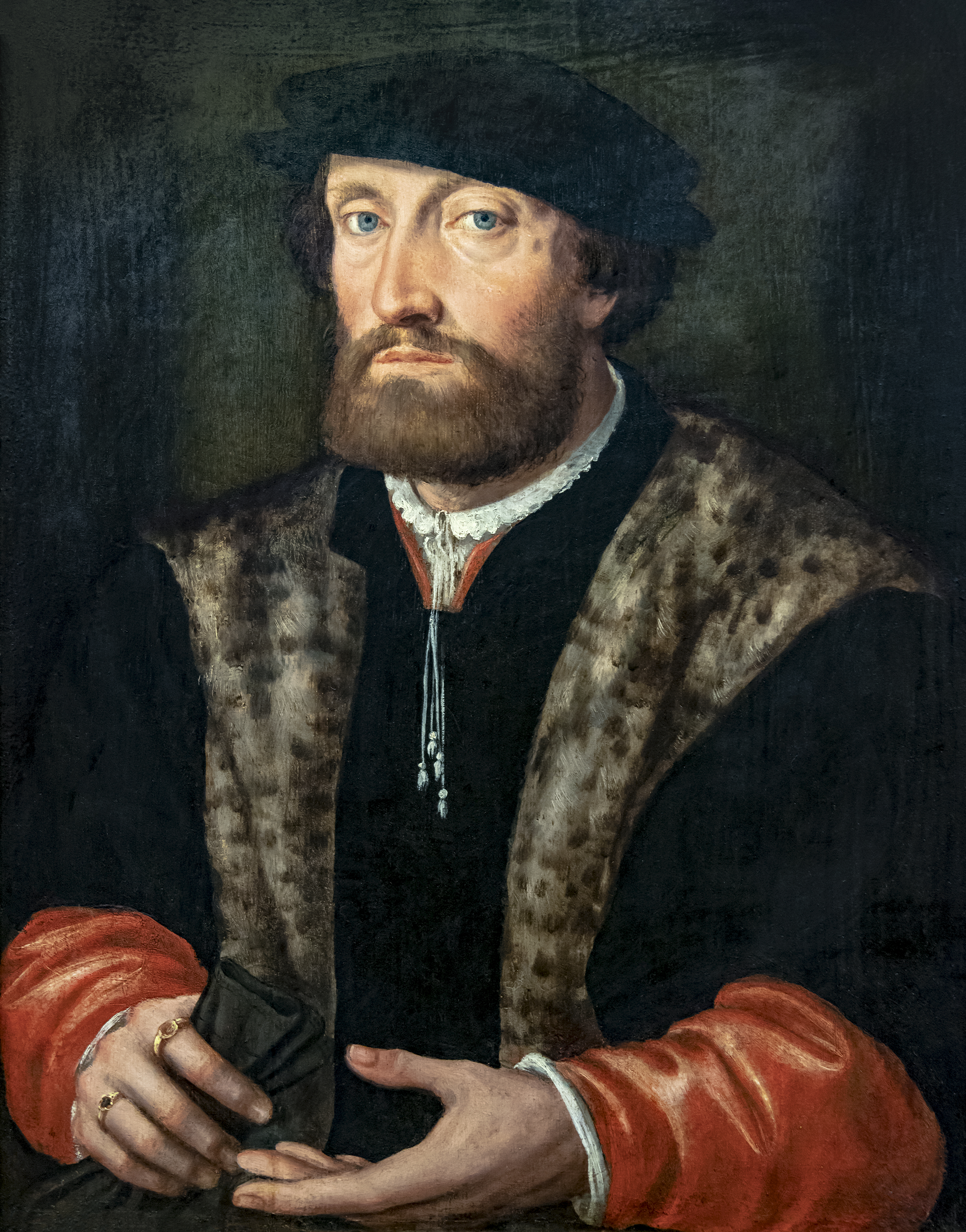
Портрет кардинала Гранвиля, автор — Франс Флорис.

Герцогство Вильяэрмоса было создано отцом Фернандо Эль-Католико (королем Арагона Хуаном II) в знак признания военных заслуг его сына Алонсо де Арагона и Эскобара (1417—1485), и его любовницы Леонор де Эскобар. Алонсо де Арагон также получил графство Рибагорса.
У первого герцога Вильяэрмоса был внебрачный сын по имени Хуан (1457—1528), которого король Хуан II признал внуком в благодарность своей матери, Марии Хункерс, за управление и защиту Рибагорсы в отсутствие графа.
Хотя он не унаследовал герцогство Вильяэрмоса (которое перешло к законным детям Альфонсо де Арагон), Хуан де Арагон был графом Рибагорса. Он также был вице-королем Арагона и вторым вице-королем Неаполя с 1507 по 1509 год, заменив на этом посту Гонсало Фернандеса де Кордову, «Великого капитана». Он женился на Марии Лопес де Гурреа, богатой и культурной даме, которая подарила ей множество поместий, в том числе Луну и Педролу, призванных стать главной резиденцией семьи. После этого брака потомки Хуана продолжали ставить фамилию Гурреа перед фамилией Арагон.
От этого брака родился Алонсо Фелипе де Гурреа-и-Арагон (1487—1550), 3-й граф де Рибагорса, который женился на первой Изабель де Кардона и Энрикес де Киньонес (1480—1512) из могущественной каталонской семьи Кардона и, став вдовцом, на Ане де Сармьенто де Уллоа-и-Кастилья, которая вела своё происхождение от маршалов Кастилии и владелице государственной соляной концессии. От этого второго брака родился сын Мартин де Гурреа-и-Арагон.

## Биография

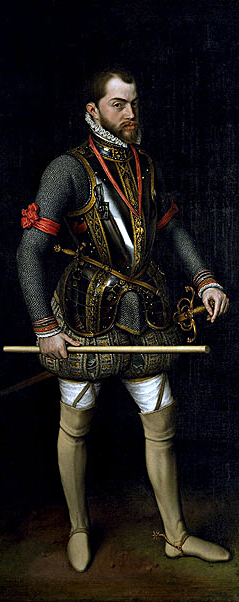
Портрет Филиппа II, автор Антонис Мор.

Ранние годы Мартин провел в Педроле. Впоследствии его обучение было поручено его дяде по материнской линии, кардиналу Педро Гомесу Сармьенто, в Сантьяго-де-Компостела (с которым он приобретал знания итальянского, французского, латинского, греческого и иврита) и двору, где он был слугой императрицы Изабеллы и позднее пажом будущего Филиппа II. При королевском дворе он подружился с кардиналом Гранвелем и поддерживал отношения с принцем Филиппом, которого он сопровождал в 1554 году в его поездке в Англию, чтобы жениться на королеве Марии Тюдор, или в 1555 году в Брюсселе, чтобы засвидетельствовать отречение императора Карла V от своих владений в Нидерландах. Его время было разделено между его деятельностью в качестве придворного и пребыванием в Педроле.
В 1557 году Мартин де Гурреа-и-Арагон участвовал в битве при Сен-Кантене, в которой отличился как солдат. Это принесло ему королевскую благосклонность, а его личное состояние позволило ему позволить себе некоторые из последовавших политических и дипломатических назначений. Однако смерть его жены в 1560 году отделила его от двора, чтобы заняться своими владениями в Арагоне.
Мартин де Арагон женился около 1542 года на Луизе де Борха-и-Арагон, представительнице семьи герцогов Гандии, правнучке папы Борха или Борджиа Алехандро VI и сестре Франсиско де Борха. Луиза умерла после рождения восьми детей: Хуана, Фернандо, Аны, Мартина, Франсиско, Марии, Инес и Хуаны (умершей в детстве). Все они получили тщательное образование, Мартин и Франсиско даже поступили в Университет Саламанки, что было большой редкостью среди крупной знати того времени. Герцог, вдовец, женился на Марии Перес де Помар в 1566 году, от которой у него родилась дочь Юлиана. У него также было две внебрачные дочери: Мария и Габриэла.

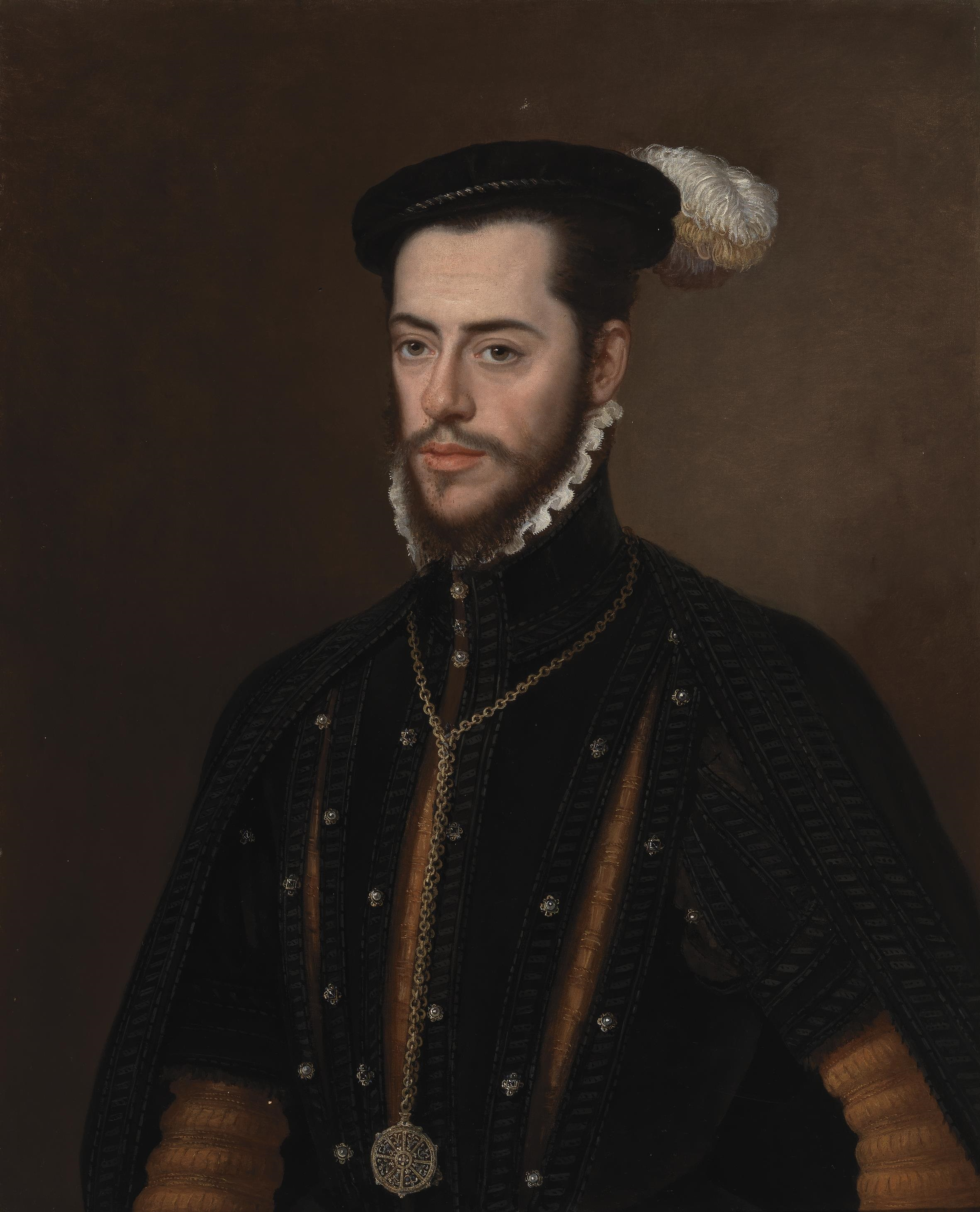
Мартин де Арагон, автор — Габриэль Морета и Арасил, (Музей Прадо, Мадрид).

В графстве Рибагорса Мартин Гурреа-и-Арагон столкнулся с деликатной ситуацией, которая могла омрачить его отношения с двором. На территории графства царил мятеж, и 6 июня 1554 года в Саморе справедливость постановила, что права Мартина на графство прекратились, так что территория графства вместе с её крепостями и доходами перешла к королю. Граф Рибагорса признал юрисдикцию правосудия Арагона.
6 мая 1565 года он составил завещание в пользу своего старшего сына Хуана де Гурреа-и-Арагона, который обручился с Луизой Пачеко Кабрера, дочерью маркизов Виллена и герцогов Эскалона. Свадьба из-за судебного процесса Рибагорцано не состоялась до 18 мая 1567 года. Решение суда было отложено, и временный характер усугубил неправильное управление, на которое было молчаливое согласие короля. Когда в 1567 году вынесено решение юстиции Арагона, благоприятный для прав графа, ситуация была уже необратимой. Спустя годы после смерти Мартина графство Рибагорса было ликвидировано и включено в состав королевского домена.
С другой стороны, герцог Мартин устроил выгодный брак для своего старшего сына Хуана, которому он уступил графство Рибагорса, с Луизой Пачеко, дочерью кастильских герцогов Эскалоны. Брачный союз был отпразднован в 1569 году, а в 1571 году, в очень мрачном эпизоде, Хуан, граф Рибагорса, был обвинен в убийстве своей жены. Он бежал в Италию, был арестован и публично казнен в 1573 году в Торрехон-де-Веласко. Смерть сына Мартина отодвинула на второй план его придворные стремления, помимо того, что ему пришлось возобновить ответственность за графство Рибагорса.
Последние годы Мартина де Гурреа-и-Арагон были отмечены потерей близких, таких как смерть Хуаны Австрийской, сестры Филиппа II, которую он знал и ценил с детства; Диего де Арнедо, епископа Уэски; Хуана Австрийского и его собственной матери. В 1579 году Антонио Перес, с которым у герцога были хорошие отношения, был арестован. После стольких ударов герцог укрылся во все более набожной религиозности. Он умер в 1581 году, и ему наследовал в герцогстве Вильяэрмоса, в графстве Рибагорса и в других его титулах его второй сын Фернандо, женатый на Хуане де Пернштейн и Манрике де Лара, даме Марии Габсбургской, императрицы Австрии (1528—1603).

## Меценатство и культурная жизнь
Благодаря своему образованию, своему положению и многочисленным путешествиям Мартин де Гурреа-и-Арагон часто посещал гуманистические и художественные круги своего времени. Его дядя, кардинал Педро Гомес Сармьенто, научил его любить классическую древность. Он был хорошим другом вышеупомянутого кардинала Гранвелы, с которым он встречался, помимо придворных в первые годы своей жизни, во Фландрии и Арагоне. Гранвела познакомил его с фламандскими художественными кругами, где герцог познакомился, среди других художников, с Роланом де Муа, который продолжил работать у него. С полиграфом Антонио Агустином он разделял страсть к нумизматике. Он часто посещал компанию великого арагонского покровителя того времени, дона Эрнандо де Арагона, архиепископа Сарагосы, регента Арагона и потомка, как и герцог, арагонских королей за то, что он был внуком короля Арагона Фердинанда Католика. Он также поддерживал отношения с другими духовными деятелями-гуманистами, такими как Диего де Арнедо и Педро Чербуна.
Мартин Гурреа-и-Арагон приобрел хорошую коллекцию произведений искусства, в том числе галерею портретов Вильяэрмосы работы Ролана де Мойса, портрет герцога, написанный мастерской Антонио Моро, и " Эль-Рапто-де-Европа " Тициана, которую он подарил ему самому художнику. Кроме того, ему принадлежали работы Микеланджело, Босха или Брейгеля, среди прочих. В Педроле и в монастыре Веруэла, к которым он испытывал особую привязанность, он оставил свидетельство своего вкуса к священному искусству, обострившегося с возрастом и разочарованиями последних лет.
Коллекция монет и медалей, начатая 4-м герцогом Вильяэрмоса, была одной из первых и самых важных в Испании. О них он говорил в одной из своих работ « Рассуждения о медалях и древностях».

## Брак и потомство
Около 1542 года Мартин де Гурреа-и-Арагон женился на Луизе де Борха-и-Арагон (ок. 1512—1560), дочери Хуана де Борха и Энрикеса, 3-го герцога де Гандия (1493/1494 — 1543), и Хуаны де Арагон и Гурреа, от брака с которой у него было семеро детей:
- Хуан де Гурреа-и-Арагон (1543—1573), 5-й граф Рибагорса (1565—1573).
- Фернандо де Гурреа-и-Арагон (1546—1592), 5-й герцог Вильяэрмоса (1581—1592) и граф Рибагорса (1581—1592).
- Мартин де Гурреа-и-Арагон, барон Энтенса-и-Капелья
- Франсиско де Гурреа-и-Арагон (1551—1622), 6-й герцог Вильяэрмоса (1592—1603).
- Ана де Гурреа-и-Арагон, замужем за Фелипе Гальсеран де Кастро де Со-и-Пинос, 10-м виконтом Эбола
- Мария де Гурреа-и-Арагон, монахиня
- Инес де Гурреа-и-Арагон, монахиня
- Хуана де Гурреа-и-Арагон, умерла в детстве.

После того, как его жена умерла в 1560 году, он женился на Марии Перес де Помар, от которой у него родилась дочь Хулиана, вышедшая замуж за Хуана де Арагон, сеньора Бальобар и Лас-Касетас.
У Мартина де Гурреа также было две внебрачные дочери, Мария и ГабриэлаMorejón Ramos, 2009, p. 83.